# Bernhard Wolff
Bernhard Wolff (Berlín, 3 de marzo de 1811 - Berlín, 11 de mayo de 1879) fue un editor alemán, de familia judía. Fundó el periódico National-Zeitung (1848-1938) y la agencia de noticias  Wolffs Telegraphisches Bureau (1849-1934). Tuvo conexiones con Reuter (Paul Reuter) y Havas (Charles-Louis Havas).
- Biografia (en alemán)